# Adobe Flash Player
O Adobe Flash Player, ou apenas Flash, foi um reprodutor de multimídia e aplicações amplamente distribuído, anteriormente criado e disponibilizado pela Macromedia, mas que agora pertence à Adobe Systems.
Em julho de 2017, a Adobe anunciou que encerraria o suporte para o Flash no dia 31 de dezembro de 2020 e continuaria a incentivar o uso de padrões HTML5 abertos no lugar do Flash. O anúncio foi coordenado com a Apple, Facebook, Google, Microsoft e Mozilla.
Em 31 de dezembro de 2020, o Flash foi descontinuado, e a reprodução de seu conteúdo foi bloqueada pela Adobe a partir de 12 de Janeiro de 2021.

## Características
Definindo de uma maneira técnica, é uma máquina virtual usada para executar arquivos SWF (ou arquivos Flash) que podem ser criados (desenvolvidos) pelo Adobe Flash, Adobe Flex ou por outras ferramentas da Macromedia ou de terceiros. O arquivo SWF é executável mas não pode ser editado. Já o arquivo fla, que serve para salvar seus projetos não é executável, mas pode ser editado.
Contém suporte a uma linguagem de script chamada ActionScript (abreviada como AS), a qual é baseada na ECMAScript. A partir do início do ActionScript, houve um amadurecimento de uma sintaxe de script sem variáveis para uma que suportasse código orientado a objetos, e hoje em dia pode ser comparada em capacidade ao JavaScript (outra linguagem de script baseada na ECMAScript).
O Flash Player foi designado inicialmente para exibir animações vetoriais bidimensionais, mas posteriormente se tornou adequada para aplicações de Internet Rica e streaming de vídeo e áudio e para animações tridimensionais. Faz uso de gráficos vetoriais para minimizar o tamanho do arquivo e criar arquivos que economizam largura de banda e, o tempo de carregamento. Flash é um formato comum para jogos, animações e GUIs embutidos em páginas web.
Está embutido em alguns navegadores e está disponível como um plugin para outros (como Firefox, Konqueror, Opera, Safari, Internet Explorer). Cada versão do plugin possui compatibilidade reversa.

## Plataformas suportadas
Oficialmente, o plug-in da última versão do Flash, a versão 10 (até Outubro de 2009), está disponível para Windows (2000, XP, Vista e 7; as versões 8, 8.1 e 10 tem um mecanismo semelhante nativo), Linux (apenas x86), Mac OS X 10.4 - 10.6 e Solaris. A versão 9 é a mais recente disponível para Windows 98/ME e Mac OS X 10.1 - 10.3. A versão 7 é a mais recente disponível para Pocket PC e a versão 6 é a mais recente para HP-UX. Alguns sistemas mais antigos têm suporte às versões 7 e anteriores.
O Kodak Easyshare One inclui o Flash. A Sony integrou a versão 6 ao navegador do PlayStation Portable, e a Nintendo integrou a versão 7 ao Internet Channel no Wii.
O Flash é um formato proprietário, sendo que a Adobe não tem intenções de disponibilizar o código fonte ou especificações detalhadas do formato de arquivo para o desenvolvimento de uma versão livre alternativa ao Flash — apenas uma especificação básica está disponível. A principal alternativa é o Gnash, mas é um tanto incompleto visto a falta de tais especificações e a necessidade de engenharia reversa.

## Críticas
Várias empresas e profissionais da área já emitiram críticas a respeito do software e/ou de seus componentes.
Apple criticou o Flash por "ser proprietário", "impedir o acesso à web", "instável", entre outras razões. Por isso, a Apple não permite que o Flash seja utilizado em seus produtos.
Jonathon Horsman, em Arctic Kiwi, disse que o Flash não é necessário, já que dificulta a leitura, é lento, entre outras razões.
Softpedia diz que o Flash pode ser substituído por tecnologias mais novas como HTML5.